# Chess Titans
Chess Titans est  un jeu vidéo d'échecs sorti le 8 novembre 2006. Il est fourni avec Windows Vista et Windows 7 à partir du pack Premium. Le jeu a été programmé par la société Oberon Games et est édité par Microsoft.

## Système de jeu
Il est possible de jouer à Chess Titans avec une souris ou au moyen d'une manette de jeu Xbox 360 pour Windows. Il est également possible de jouer via le Windows Media Center, en utilisant une télécommande compatible.

## Modes de jeu

### Humain vs. Ordinateur
Le joueur peut affronter l'ordinateur après avoir sélectionné un niveau de jeu sur une échelle de 1 à 10. Après chaque coup de l'ordinateur, le déplacement de la pièce jouée est signalé a posteriori. En cliquant sur une pièce, Chess Titans affiche tous les déplacements possibles, ce qui peut être utile pour les joueurs débutants. Cette option peut être désactivée.
Le niveau maximal pourra paraître faiblement implémenté pour un joueur confirmé, mais permettra à un joueur débutant de progresser.

### Humain vs. Humain
Un mode 2 joueurs est disponible. Le plateau tourne alors automatiquement après chaque coup joué, afin d'être présenté du bon côté au joueur suivant. Chess Titans sauvegarde tous les scores des parties en mode 2 joueurs.

## Graphismes
Les graphismes sont très soignés et l'interface est sobre et épurée. Le rendu graphique et les animations sont réalisées grâce aux nouvelles bibliothèques DirectX 10 et Windows Aero.
Il est possible de tourner le plateau de jeu en 3D, et différents thèmes sont disponibles pour le plateau et les pièces.

### Thèmes
Pièces disponibles:
- Porcelaine
- Verre dépoli
- Bois

Plateaux disponibles:
- Porcelaine
- Marbre
- Bois